# 藤原節男
藤原 節男（ふじわら せつお、1949年4月 -）は日本の原子力技術者。
和歌山県南部町出身。灘高等学校を経て、1972年に大阪大学工学部原子力工学科を卒業。大学では、原子動力専攻（吹田徳雄教授、藤家洋一助教授、宮崎慶次助手）で学ぶ。卒業論文は「液体ナトリウム沸騰ループ試験装置による液体ナトリウム沸騰現象実験」。
卒業後、三菱原子力工業（1995年に三菱重工業に合併）に入社。大飯発電所・伊方発電所・泊発電所・川内発電所等の原子力発電所プロジェクトに従事する。
2000年に日本原子力研究所東海研究所に移籍。2005年に独立行政法人原子力安全基盤機構に移り、検査業務部に検査技師として2010年まで在籍。2009年3月、原子力安全基盤機構（JNES）での「泊3号機使用前検査での記録改ざん命令」に対し、隠蔽に加担できないとして2010年8月に公益通報をおこなった。著書では、この公益通報により原子力安全基盤機構を解雇されたと紹介されている。

## 著書
- 『原子力ドンキホーテ―原発の検査データ改ざん命令に背いた男の訴え なぜ私はJNES（原子力安全基盤機構）を訴えたのか』ぜんにち出版、2012年